# El Clan
El Clan (Engels: The Clan) is een Argentijns-Spaanse film uit 2015 onder regie van Pablo Trapero. De film werd geselecteerd voor de hoofdcompetitie van het 72ste Filmfestival van Venetië.

## Verhaal
De film vertelt het ware verhaal van de criminele Puciofamilie uit Argentinië in de jaren 1980. De familie kidnapte mensen en vermoordde hen wanneer ze geen losgeld kregen. Arguímedes Puccio was het hoofd van de familie en zijn oudste zoon Alejandro hielp hem de slachtoffers uit te kiezen. Wanneer Arguímedes de politiebescherming van de plaatselijke commandant verliest en de laatste kidnapping mislukt, komt hij uiteindelijk in de gevangenis terecht.

## Rolverdeling
| Acteur              | Personage         |
| ------------------- | ----------------- |
| Guillermo Francella | Arguímedes Puccio |
| Peter Lanzani       | Alejandro Puccio  |
| Lili Popovich       | Epifanía Puccio   |
| Gastón Cocchiarale  | Maguila Puccio    |
| Giselle Motta       | Silvia Puccio     |
| Franco Masini       | Guillermo Puccio  |
| Antonia Bengoechea  | Adriana Puccio    |
| Stefanía Koessl     | Mónica            |

## Prijzen en nominaties
De film won 15 prijzen en werd voor 36 andere genomineerd. Een selectie:
| Jaar | Evenement                      | Categorie                           | Genomineerde                             | Resultaat   |
| ---- | ------------------------------ | ----------------------------------- | ---------------------------------------- | ----------- |
| 2015 | Venetië (72ste editie)         | Gouden Leeuw voor beste film        | El clan                                  | Genomineerd |
| 2015 | Venetië (72ste editie)         | Zilveren Leeuw voor beste regisseur | Pablo Trapero                            | Gewonnen    |
| 2015 | Premio Sur (10de editie)       | Beste film                          | El Clan                                  | Genomineerd |
| 2015 | Premio Sur (10de editie)       | Beste regisseur                     | Pablo Trapero                            | Genomineerd |
| 2015 | Premio Sur (10de editie)       | Beste acteur                        | Guillermo Francella                      | Genomineerd |
| 2015 | Premio Sur (10de editie)       | Beste acteur                        | Peter Lanzani                            | Genomineerd |
| 2015 | Premio Sur (10de editie)       | Beste vrouwelijke bijrol            | Lili Popovich                            | Genomineerd |
| 2015 | Premio Sur (10de editie)       | Beste debuterend acteur             | Peter Lanzani                            | Gewonnen    |
| 2015 | Premio Sur (10de editie)       | Beste origineel scenario            | Pablo Trapero                            | Genomineerd |
| 2015 | Premio Sur (10de editie)       | Beste camerawerk                    | Julián Apezteguia                        | Gewonnen    |
| 2015 | Premio Sur (10de editie)       | Beste artdirector                   | Sebastián Orgambide                      | Gewonnen    |
| 2015 | Premio Sur (10de editie)       | Beste kostuums                      | Julio Suárez                             | Gewonnen    |
| 2015 | Premio Sur (10de editie)       | Beste make-up                       | Araceli Farace                           | Genomineerd |
| 2015 | Premio Sur (10de editie)       | Beste geluid                        | Vicente D'Elia                           | Gewonnen    |
| 2016 | Premios Goya (30ste editie)    | Beste Ibero-Amerikaanse film        | El Clan                                  | Gewonnen    |
| 2016 | Cóndor de Plata (64ste editie) | Beste film                          | El clan                                  | Genomineerd |
| 2016 | Cóndor de Plata (64ste editie) | Beste regisseur                     | Pablo Trapero                            | Genomineerd |
| 2016 | Cóndor de Plata (64ste editie) | Beste acteur                        | Guillermo Francella                      | Genomineerd |
| 2016 | Cóndor de Plata (64ste editie) | Beste debuterend acteur             | Peter Lanzani                            | Gewonnen    |
| 2016 | Cóndor de Plata (64ste editie) | Beste montage                       | Alejandro Carrillo Penovi, Pablo Trapero | Gewonnen    |
| 2016 | Cóndor de Plata (64ste editie) | Beste geluid                        | Vicente D'Elia, Leandro de Loredo        | Genomineerd |
| 2016 | Cóndor de Plata (64ste editie) | Beste make-up                       | Araceli Farace                           | Genomineerd |
| 2016 | Cóndor de Plata (64ste editie) | Beste artdirector                   | Sebastián Orgambide                      | Genomineerd |
| 2016 | Cóndor de Plata (64ste editie) | Beste kostuums                      | Julio Suárez                             | Genomineerd |

## Productie
De film werd geselecteerd als Argentijnse inzending voor de beste niet-Engelstalige film voor de 88ste Oscaruitreiking.